# Partido Autonomista Nacional

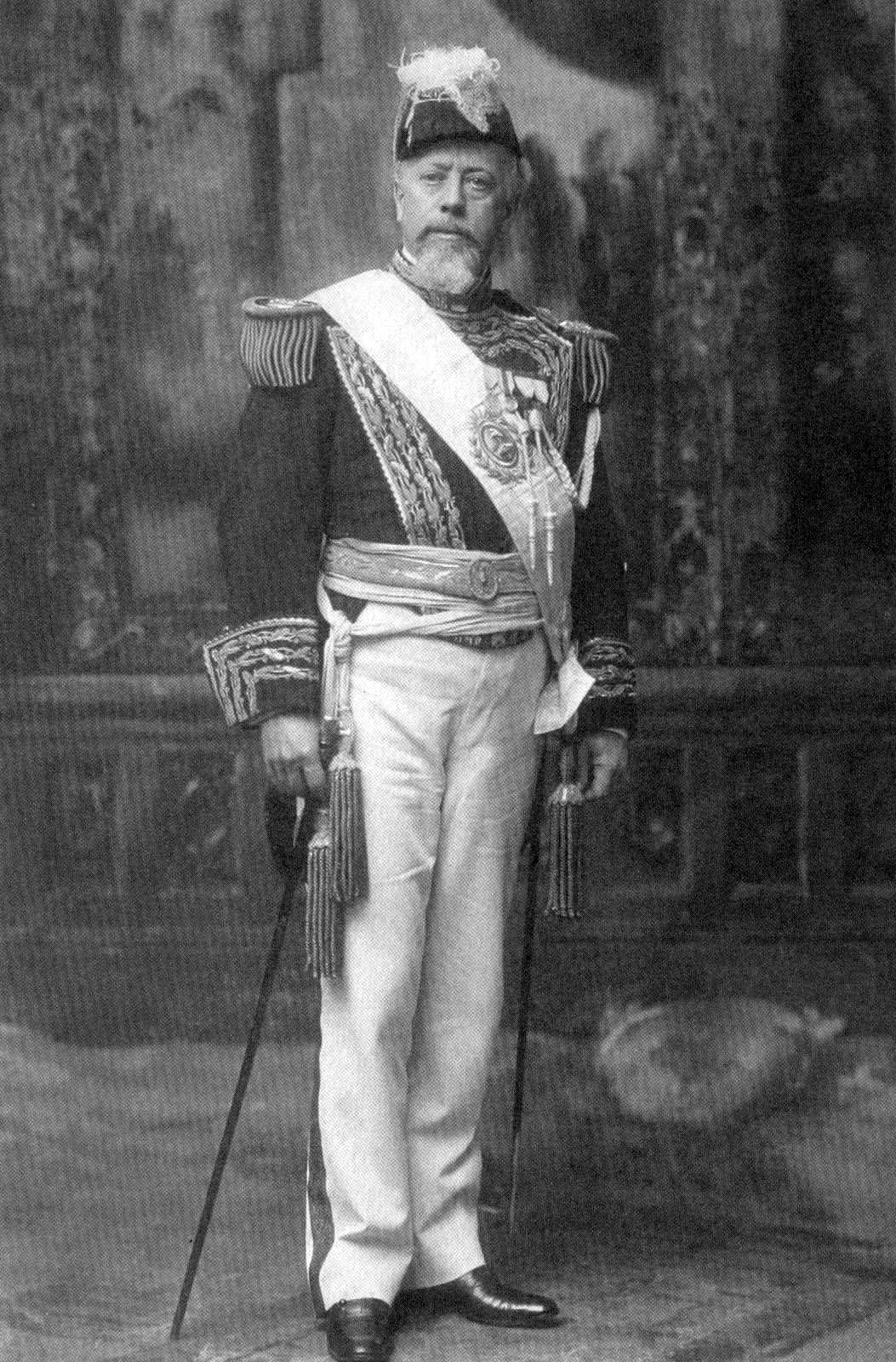
Julio Argentino Roca, bekanntester Politiker der Partei

Der Partido Autonomista Nacional (PAN) (Nationale Autonomistische Partei) war eine argentinische konservativ-liberale Partei, die zwischen 1874 und 1916 permanent an der Macht war. Sie wurde 1874 als Fusion der Parteien Partido Autonomista und Partido Nacional gegründet.

## Parteiprofil
Der PAN repräsentierte die Interessen der Oberschicht und hatte maßgeblichen Anteil am sogenannten modelo agroexportador, das auf die Exporte von Rohstoffen aus der Landwirtschaft setzte und Argentinien einen wirtschaftlichen Wachstumsschub verschaffte, der es gegen Anfang des 20. Jahrhunderts zu einem der reichsten Staaten der Erde machte.
Im Gegensatz zur positiven Bedeutung ihrer Politik für die Wirtschaft des Landes stand die Behinderung der politischen Entwicklung durch die Partei wegen autoritärer Machtstrukturen. Mit Hilfe der sogenannten „máquina electoral“ (wörtlich: Wahlmaschine, der Begriff meint das Ensemble der zur Wahlfälschung eingesetzten Mechanismen), hielt die Partei die Opposition, die damals vor allem von der Unión Cívica Radical (UCR) repräsentiert wurde, von der Macht fern. Ebenfalls ist der bekannteste Politiker der Partei, der General Julio Argentino Roca, für den Genozid an den Mapuche- und Tehuelche-Indianern um 1880 verantwortlich, der offiziell als Wüstenkampagne (campaña del desierto) bezeichnet wird.

## Niedergang, Zerfall und Nachfolger
Nach den Unruhen 1890 entstand eine innerparteiliche Oppositionsbewegung im PAN, die sich für eine schrittweise Demokratisierung aussprach. Dieser gehörten u. a. Carlos Pellegrini und Roque Sáenz Peña an. Sáenz Peña gewann die Wahl 1910 mit Unterstützung von Teilen der UCR. 1912 setzte er gegen den Widerstand der Konservativen als Präsident eine umfangreiche Demokratisierung durch Einführung freier, geheimer und obligatorischer Wahlen für alle männlichen Staatsbürger durch. Das Frauenwahlrecht wurde erst in den 1940er Jahren unter Juan Perón eingeführt.
In den Folgejahren zerfiel die Partei. Ab den Kongresswahlen 1912 trat die PAN nicht mehr als einheitliche landesweite Partei an, sondern als Wahlallianz aus mehreren ihrer früheren Provinzverbände, die sich zunehmend – insbesondere in Partido Conservador oder Partido Demócrata – umbenannt hatten. 1912 konnte diese Allianz noch knapp siegen. 1914 spaltete sich eine moderate Strömung unter dem Namen Partido Demócrata Progresista ab, die bis ins 21. Jahrhundert hinein insbesondere in der Provinz Santa Fe von Bedeutung ist. 1916, bei den ersten Präsidentschaftswahlen nach der Wahlgesetzänderung, konnte sich die oppositionelle UCR durchsetzen. Bei der nächsten Präsidentschaftswahl 1922 gab es ebenfalls eine Wahlallianz aus PAN-Nachfolgern mit dem Namen Concentración Nacional, die der UCR erneut unterlag.
Mehrere dieser Regionalparteien schlossen sich 1931 zum Partido Demócrata Nacional zusammen, der an der Regierung der Concordancia in den 1930er Jahren beteiligt war, die von Demokratiemängeln, insbesondere massiven Wahlmanipulationen, geprägt war. Die PDN verlor ab den 1940er Jahren an Bedeutung, besteht jedoch bis heute unter dem Namen Partido Demócrata (Stand 2023) weiter.

## Präsidenten
Die folgenden Präsidenten Argentiniens gehörten dem PAN an:
- Nicolás Avellaneda (1874–1880)
- Julio Argentino Roca (1880–1886, 1898–1904)
- Miguel Juárez Celman (1886–1890)
- Carlos Pellegrini (1890–1892)
- Luis Sáenz Peña (1892–1895)
- José Evaristo Uriburu (1895–1898)
- Manuel Quintana (1904–1906)
- José Figueroa Alcorta (1906–1910)
- Roque Sáenz Peña (1910–1914)
- Victorino de la Plaza (1914–1916)